# Medalla Chern
La Medalla Chern és un premi internacional de matemàtiques, atorgat durant el Congrés Internacional de Matemàtics (IMC) que se celebra cada quatre anys, en reconeixement dels assoliments destacats de tota una vida dedicada a l'estudi de les matemàtiques al més alt nivell.
Nomenat en honor del matemàtic xinès Shiing-Shen Chern (1911, Jiaxing, Xina - 2004, Tianjin, Xina), el reconeixement és atorgat en conjunt per la Unió Matemàtica Internacional (IMU) i la Fundació Medalla Chern (CMF) durant la cerimònia d'obertura, de la mateixa manera que la Medalla Fields, el Premi Nevanlinna i el Premi Gauss. El primer va ser atorgat en el 2010 a Hyderabad.
El premi consisteix en una medalla decorada amb la figura de Chern, una premi en metàl·lic de 250.000 dòlars i a més l'opció de redirigir els 250.000 dòlars en donacions de caritat cap a una o més organitzacions que recolzin la recerca, educació o divulgació en matemàtiques.

## Guardonats
- 2010 Louis Nirenberg -; "pel seu rol en la formulació de la teoria moderna de les equacions diferencials parcials el·líptiques no lineals i la seva tutoria a nombrosos estudiants i postdoctorals en aquesta àrea".[2]
- 2014 Phillip Griffiths